# Racionalismo progresivo
El racionalismo progresivo es un tipo de racionalismo que considera como válidos los métodos experimentales para intentar alcanzar una verdad superior, mas entiende que, finalmente, esa búsqueda lo aproximará progresivamente a esa verdad pero sin llegar nunca a tener total certeza. Por ello, lo máximo que podrá ser dicho es que uno tiene una  creencia porque ciertos razonamientos justifican la posibilidad de poder creer en eso, mas siempre existe la duda estocástica de que el próximo experimento demuestre que nuestra inducción o deducción sea errada o no aplique en el caso presente.
Es progresivo en el sentido de que puede ser refutado y es un sistema de creencias racionalista puesto que estas están construidas, al menos en primer término, mediante certezas (la realidad es aquello, que cuando dejamos de creer en ella, no se desvanece) y no en mera creencias. Los racionalistas progresivos, por lo tanto verían a la corrupción y la fe como dos barreras a eliminar.
No se encasillan fácilmente en ideologías (ni siquiera en progresismo o relativismo moral) y no se incluyen en sistemas tradicionalistas, sociocentristas, egoístas o egocéntricos, tanto de derechas cuanto de izquierda.
En gran parte son personas agnósticas. Estos y otros valores derivan de la duda como elemento para la búsqueda basada en la razón para mejorar.
Algunas personas conocidas que han inspirado el racionalismo progresivo son Sam Harris, por abogar por la razón, Julian Assange por exponer la corrupción o George Carlin por su crítica social.